# Češljeva Bara
Češljeva Bara es un pueblo ubicado en el municipio de Veliko Gradište, en el distrito de Braničevo, Serbia.

## Superficie
Posee una superficie de 9,370 kilómetros cuadrados.

## Demografía
Hasta 2011 la población era de 278 habitantes, con una densidad de población de 29,67 habitantes por kilómetro cuadrado.